# Notatki z podróży do Ameryki

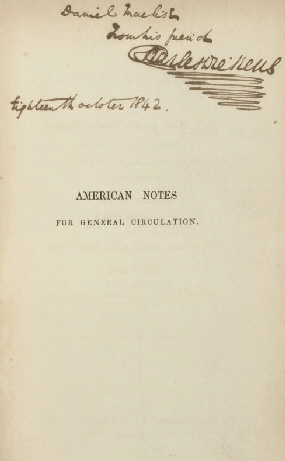
Strona tytułowa z dedykacją

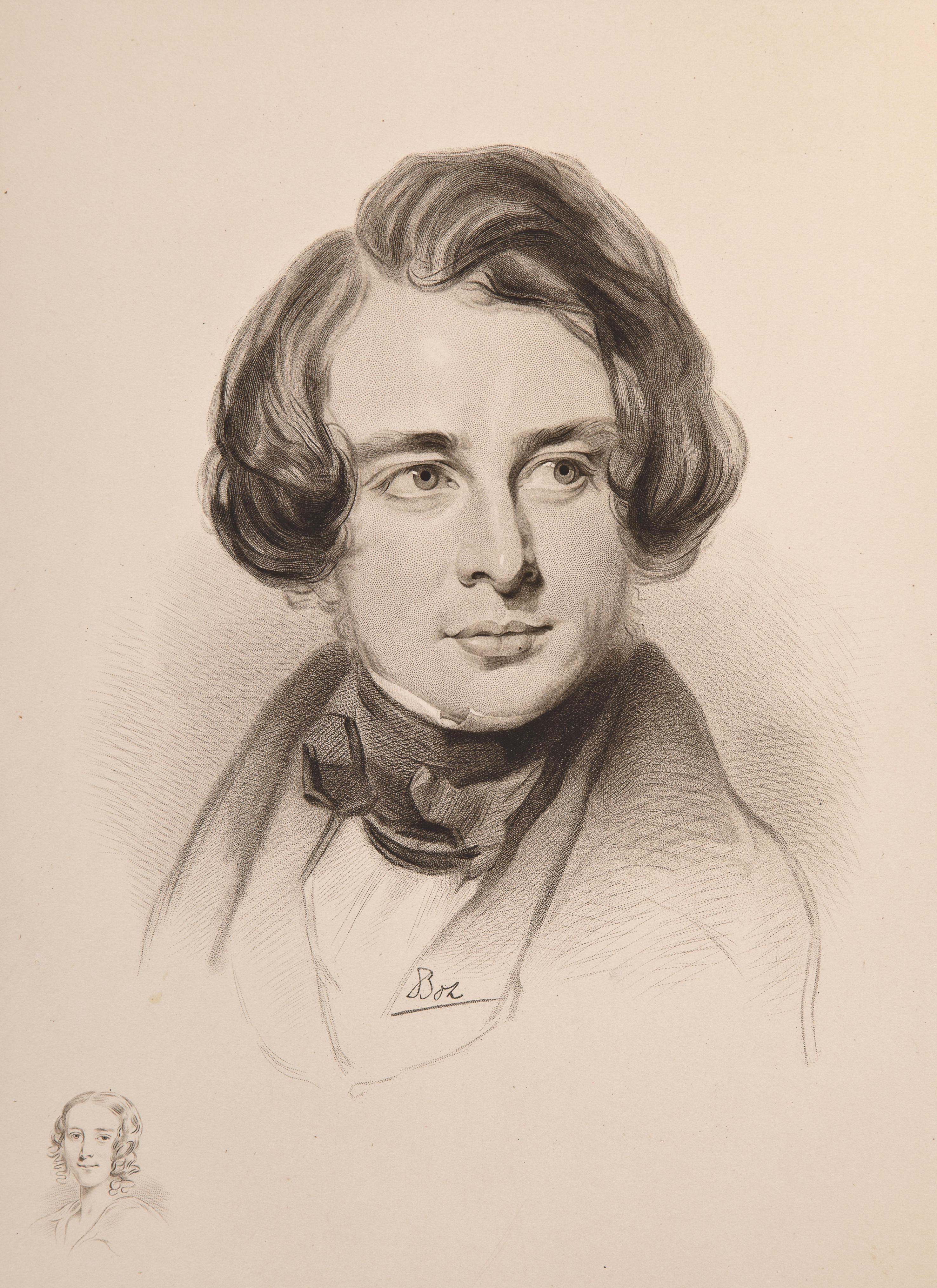
Charles Dickens (1842)

Notatki z podróży do Ameryki (ang. American Notes For General Circulation) – literacki reportaż Charlesa Dickensa opisujący podróż autora po Stanach Zjednoczonych i Kanadzie, którą trzydziestoletni Dickens odbył wraz z żoną Catherine w okresie od stycznia do czerwca 1842 roku. Reportaż został wydany w Londynie w październiku 1842 roku, a miesiąc później pojawił się w Nowym Jorku jego nielegalny przedruk.
W Polsce książka po raz pierwszy ukazała się w Warszawie nakładem wydawnictwa Gustawa Sennewalda w 1844 roku i nosiła tytuł Zarysy Ameryki przez Karóla Dikkinsa.

## Treść
Notatki z podróży do Ameryki zaczynają się od humorystycznego opisu trwającej osiemnaście dni przeprawy angielskim parowcem pocztowym z Liverpoolu przez Halifax do Bostonu.
Znalazłszy się na amerykańskim kontynencie, pisarz zdumiał się ilością kościołów i wyznań. Boston ze swymi dużymi eleganckimi domami i sklepami spodobał mu się. Z uznaniem wyraża się o Uniwersytecie  Harvarda w Cambridge: „Jakiekolwiek mogą być wady amerykańskich uniwersytetów, nie krzewią one przesądów, nie hodują bigotów, nie odkopują pogrzebanych popiołów żadnych odwiecznych zabobonów. Nie stają nigdy pomiędzy człowiekiem a postępem. Nie wyłączają nikogo z powodu jego religijnych przekonań, a nade wszystko w całym programie studiów i nauczania uznają i dostrzegają świat, i to świat szeroki, leżący poza obrębem murów wszechnicy”.
Przy okazji pobytu w  Bostonie Dickens zwiedził placówkę opiekującą się niewidomymi dziećmi, z których największe wrażenie zrobiła na nim pewna głucho-niewidoma dziewczynka, Laura Bridgman, umiejąca pisać, czytać i prowadzić konwersację w alfabecie palcowym.
Dickens poruszał się głównie po Wschodnim Wybrzeżu i okolicach Wielkich Jezior zarówno po stronie amerykańskiej, jak i kanadyjskiej. Kierując się najpierw na południe zatrzymał się, między innymi, w Nowym Jorku, Filadelfii, Baltimore, Waszyngtonie. W Waszyngtonie zwiedził obie izby Kongresu, Izbę Reprezentantów i Senat, dom prezydenta (wówczas jeszcze nie zwany Białym Domem), Biuro Patentowe. Następnie udał się do Pittsburgha, który porównał do angielskiego Birmingham, a dalej do Cincinnati. W drodze powrotnej odwiedził Columbus i Sandusky. Z Sandusky popłynął do Erie i Buffalo. W ten sposób dotarł do Niagary, której widok dostarczył mu prawdziwie metafizycznych przeżyć.  Przez Jezioro Ontario dostał się do Toronto, a stamtąd do Montrealu. Podróżował głównie parowcami, ale również koleją i dyliżansami. Zwiedzał więzienia, domy dla umysłowo chorych, szkoły, zakłady pracy. 
O ile ludzi napotkanych w swych podróżach i rozmowy z nimi przedstawia satyryczno-karykaturalnie, o tyle odwiedzane przez siebie instytucje opisuje rzeczowo, porównując je z ich angielskimi odpowiednikami. „Wszystkie te dziewczęta (prządki) są dobrze, schludnie i nadzwyczaj czysto ubrane. Mogę zapewnić, że wśród dużej liczby robotników, których widziałem w różnych fabrykach, nie spotkałem żadnej twarzy, której widok zrobiłby na mnie przykre wrażenie. Żadna młoda dziewczyna wiedząc, że musi żyć z pracy swoich rąk, nie wyrażała życzenia, aby być zatrudnioną w inny sposób… Wiele z tych warunków, które w naszych fabrykach od wielu lat negatywnie skutkują, są tutaj zupełnie nieobecne”. 
W miastach amerykańskich raził go brak higieny, a zwłaszcza powszechny zwyczaj żucia tytoniu i wypluwania go gdzie popadło. „Ten plugawy zwyczaj przyjął się we wszystkich miejscach publicznych w Ameryce. W sądach sędzia dostaje osobną spluwaczkę dla siebie, woźny dla siebie, świadek dla siebie, a więzień dla siebie. Nie zapomniano jednocześnie o członkach sądu i o publiczności, wielkiej liczbie ludzi, którzy, prawem natury, muszą pragnąć spluwać nieustannie. W szpitalach napisy na ścianach proszą studentów medycyny o wydalanie soku tytoniowego do specjalnych skrzynek i o nieplamienie nim schodów”. 
Choć ogólnie jego wrażenia z odbytej podróży były pozytywne, to jednak nie mógł wybaczyć Amerykanom zgody na instytucję niewolnictwa, pozostającą w rażącej sprzeczności z zasadami demokracji. Pisarz nie krył swego oburzenia okrutnym traktowaniem czarnych niewolników. Kwestii tej poświęcił dwa ostatnie rozdziały książki. 

## Przyjęcie
Wrażenia z amerykańskiej podróży Dickensa zostały przychylnie przyjęte w Anglii, a z oburzeniem w Stanach Zjednoczonych.